# Bonheur City
Albums de Dorothée
Nashville
(1994) La honte de la famille
(1996)
Bonheur City est un album studio de Dorothée sorti en septembre 1995. 
Cet opus semble avoir été conçu pour toucher un public d'enfants plus jeunes et marque une cassure avec les albums précédents. 
Cet album contient à la fois plusieurs chansons matures comme J'avais un ami, Pour quelques jours ou pour toujours ou encore J'ai cherché j'ai pas trouvé ainsi que d'autres plus enfantines comme A l'école, Yeah Yeah ou La queue du chat. 
Ainsi, malgré quelques chansons intéressantes, il sera boudé par le public. 
La chanteuse se produit sur la scène du Zénith de Paris lors de son spectacle Zénith 96 en janvier 1996 qui attire plus de 25 000 spectateurs. 
L'album aurait dû contenir la chanson L'enfant des neiges, le générique du film du même nom : un documentaire réalisé par l'explorateur Nicolas Vanier. Cette chanson figure toutefois sur le CD single Je rêve.
Sorti dans l'urgence à cause d'une mésentente entre BMG et AB Productions, ce disque ne contient que 10 titres. 

Cependant, 15 titres (dont L'enfant des neiges) sont enregistrés durant le mois d'août 1995 ; 3 inédits prévus pour cet album n'auront pas le temps d'y être intégrés. Il s'agit des titres C'est toi que j'attendais[réf. souhaitée], On part en tournée et Long Tall Sally .
Ces deux derniers titres seront inclus dans la compilation Dorothée L'essentiel (paru en 2016).

Il sera aussi le seul à ne pas contenir de chanson écrite par Michel Jourdan. Ce dernier offre pourtant à Dorothée la chanson La petite fille mais ce n'est que l'année suivante que le titre sera intégré à l'album La Honte de la famille.

## Titres
| No  | Titre                                | Durée |
| --- | ------------------------------------ | ----- |
| 1.  | Bonheur City                         |       |
| 2.  | Je suis amoureuse de toi             |       |
| 3.  | Pour quelques jours ou pour toujours |       |
| 4.  | A l'école                            |       |
| 5.  | J'ai cherché, j'ai pas trouvé        |       |
| 6.  | La queue du chat                     |       |
| 7.  | J'avais un ami                       |       |
| 8.  | Yeah yeah                            |       |
| 9.  | Valise 96                            |       |
| 10. | Je rêve                              |       |

## Singles
- Bonheur City (septembre 1995)
- Je rêve - L'enfant des neiges (janvier 1996)

## Crédits
- Paroles : Jean-François Porry.
- Musiques : Jean-François Porry / Gérard Salesses.